# City Sonic
Le Festival City Sonic est un festival transdisciplinaire d'arts sonores et numériques et de musique électronique. Il est fondé en 2003 dans la ville de Mons, en Belgique par l'historien de l'art et critique culturel Philippe Franck. Il s'étendait souvent à d'autres villes du pays (Charleroi, Louvain-La-Neuve, Bruxelles), en France et en Lituanie.
Il est produit et organisé par le centre interdisciplinaire des cultures numériques et sonores Transcultures. 

## Histoire
En 2003, la ville de Mons, affiche une réelle volonté de développer une politique culturelle tournée vers les pratiques artistiques contemporaines. Elle décide de soutenir la proposition de Transcultures et de son  festival des Arts Sonores City Sonics (ancien nom du festival). Ce dernier se présente comme une nouvelle manifestation estivale ouverte à tous dans le centre-ville.
En 2012, le festival fête ses 10 ans d'existence,,. Le festival est soutenu par la ville de Mons et coproduit, entre 2012 et 2016 par le Manège.Mons. En 2017, le festival est accueilli par Charleroi et devient une biennale. En 2019, c'est au tour de Louvain-la-Neuve et de l'Université catholique de Louvain d'être le centre du festival. En 2021, le festival s’établit à La Louvière, l'édition étant reportée en 2022 pour cause de pandémie de Covid-19.

## Concept
Spécialisé dans les arts numériques (art sonore, musique, image, spectacles, installations, performances transdisciplinaires...), Transcultures propose d'investir des lieux urbains ayant une densité historique, architecturale ou sociale et proposer au public de les (re-)découvrir principalement par le son.
Chaque année depuis 2012, et en biennale depuis 2017, City Sonic propose un parcours sonore inédit dans l'espace urbain composé d'installations, de sculptures, de performances. Viennent s'ajouter à ce parcours des expositions, des concerts, des ateliers, une radio éphémère, des conférences, des résidences d'artistes… axées sur les arts sonores et les cultures numériques.

## Activités connexes
À chaque édition du festival, une radio éphémère prend place, la Sonic Radio, elle diffuse des créations sonores artistiques et des interviews des participants au festival. Depuis ses débuts, des modules du festival sont régulièrement diffusés dans d'autres manifestations partenaires tel que le festival Ars Musica ou La Semaine du Son à Bruxelles. Depuis 2012, Transcultures, le producteur du festival, a également doté le festival d'un label sonore, Transonic qui produit, en Belgique et à l'international, des créations et objets sonores, des événements en dehors de la période du festival (performances, concerts intermédiatiques et/ou connectés…), des œuvres et manifestations hybrides (conférences, installations, collaborations audio interdisciplinaires…). 
Enfin, City Sonic est associé à plusieurs écoles de l'enseignement supérieur artistique en Fédération Wallonie Bruxelles et en France au travers du programme de Transcultures nommé Émergences numériques et sonores. Ce dernier proposent des ateliers à l'année dans ces écoles et présente les créations produites par les jeunes artistes-étudiants au sein du festival.